# Strzała (województwo łódzkie)
Strzała – kolonia w Polsce położona w województwie łódzkim, w powiecie radomszczańskim, w gminie Gidle.
W latach 1975–1998 miejscowość administracyjnie należała do województwa częstochowskiego.
Inne miejscowości o podobnej nazwie: Strzała, Strzałowo